# Episodi di Senza traccia (seconda stagione)
La seconda stagione della serie televisiva Senza traccia è composta da 24 episodi ed è stata trasmessa in prima visione negli Stati Uniti da CBS dal 25 settembre 2003 al 20 maggio 2004.
In Italia è stata trasmessa da Rai 2 dal 17 settembre al 3 dicembre 2005.
| nº | Titolo originale       | Titolo italiano            | Prima TV USA      | Prima TV Italia   |
| -- | ---------------------- | -------------------------- | ----------------- | ----------------- |
| 1  | The Bus                | Scuolabus                  | 25 settembre 2003 | 17 settembre 2005 |
| 2  | Revelations            | Rivelazioni                | 2 ottobre 2003    | 17 settembre 2005 |
| 3  | Confidence             | Fuggiasca                  | 9 ottobre 2003    | 24 settembre 2005 |
| 4  | Prodigy                | Bambina prodigio           | 23 ottobre 2003   | 24 settembre 2005 |
| 5  | Copycat                | L'emulatore                | 30 ottobre 2003   | 1º ottobre 2005   |
| 6  | Our Sons and Daughters | Gioventù bruciata          | 6 novembre 2003   | 1º ottobre 2005   |
| 7  | A Tree Falls           | Il sogno americano         | 13 novembre 2003  | 8 ottobre 2005    |
| 8  | Trip Box               | In memoria di un amico     | 20 novembre 2003  | 8 ottobre 2005    |
| 9  | Moving On              | La madre                   | 11 dicembre 2003  | 15 ottobre 2005   |
| 10 | Coming Home            | Rimorsi                    | 18 dicembre 2003  | 15 ottobre 2005   |
| 11 | Exposure               | Sovraesposizione           | 8 gennaio 2004    | 22 ottobre 2005   |
| 12 | Hawks and Handsaws     | L'uomo che salva i bambini | 15 gennaio 2004   | 22 ottobre 2005   |
| 13 | Life Rules             | Le regole di vita          | 29 gennaio 2004   | 29 ottobre 2005   |
| 14 | The Line               | Linea B                    | 5 febbraio 2004   | 29 ottobre 2005   |
| 15 | Wannabe                | Scuola di vita             | 12 febbraio 2004  | 5 novembre 2005   |
| 16 | Risen                  | Risorta                    | 19 febbraio 2004  | 5 novembre 2005   |
| 17 | Gung Ho                | Il soldato Grant           | 26 febbraio 2004  | 12 novembre 2005  |
| 18 | Legacy                 | La resa dei conti          | 11 marzo 2004     | 12 novembre 2005  |
| 19 | Doppelganger           | Il peso dell'innocenza     | 1º aprile 2004    | 19 novembre 2005  |
| 20 | Shadows                | Ombre                      | 15 aprile 2004    | 19 novembre 2005  |
| 21 | Two Families           | Due famiglie               | 29 aprile 2004    | 26 novembre 2005  |
| 22 | The Season             | Una brutta stagione        | 6 maggio 2004     | 26 novembre 2005  |
| 23 | Lost and Found         | La figlia contesa          | 13 maggio 2004    | 3 dicembre 2005   |
| 24 | Bait                   | L'esca                     | 20 maggio 2004    | 3 dicembre 2005   |

## Scuolabus
- Titolo originale: The Bus
- Diretto da: Paul Holahan
- Scritto da: Hank Steinberg

### Trama
Uno scuolabus con 13 ragazzi a bordo scompare nel nulla in pieno giorno. Diventa subito chiaro che si tratta di un rapimento. Quando finalmente il mezzo viene ritrovato, all'interno c'è soltanto uno studente che racconta di come due compagni di scuola, armati, si siano impossessati del mezzo e chiedano una grossa cifra di denaro come riscatto. Le persone dello scuolabus sono state ritrovate in un vecchio container.

## Rivelazioni
- Titolo originale: Revelation
- Diretto da: Charles Cornell
- Scritto da: Jan Nash

### Trama
Un prete della zona scompare misteriosamente e il team indaga sugli avvenimenti antecedenti alla sua sparizione, ma Jack scopre che l'uomo ha assistito ad un omicidio ed è per questo che sia scappato dalla zona. Alla fine, il prete viene trovato da Jack mentre stava andando a confessare le sue colpe sulla morte di un ragazzo alla famiglia di quest'ultimo.

## Fuggiasca
- Titolo originale: Confidence
- Diretto da: Randy Zisk
- Scritto da: Greg Walker

### Trama
Una donna scompare durante la sua festa di fidanzamento. La squadra scopre che la ragazza non aveva un passato limpido. Alla fine, la donna viene trovata morta nella sua stanza d'albergo, uccisa dal fidanzato.

## Bambina prodigio
- Titolo originale: Prodige
- Diretto da: Paul Holahan
- Scritto da: Maria Maggenti e Judy Sachs

### Trama
Una violinista scompare, insieme al suo violino prima di esibirsi su un palco per un concerto. Il suo camerino viene trovato in disordine e la squadra capisce subito che potrebbe essere stata rapita. Alla fine, la ragazza viene trovata sia da Samantha e Vivian che dai soccorsi, perché era coinvolta in un incidente.

## L'emulatore
- Titolo originale: Copycat
- Diretto da: Tim Matheson
- Scritto da: Jennifer Levin

### Trama
Una madre scompare dopo essere tornata a casa, con la figlia, dalla spesa. Jack si rende conto che la donna scomparsa sia collegata ad un serial killer delle giovani madri. In seguito scopre che il responsabile del rapimento della donna è Graham Spaulding, che ha deciso di emulare il serial killer al solo scopo di colpire Jack. Alla fine, la donna viene trovata nel cofano della macchina di Spaulding ancora viva, dopo il suicidio di quest'ultimo.

## Gioventù bruciata
- Titolo originale: Our Sons and Daughters
- Diretto da: Paul Holahan
- Scritto da: John Bellucci

### Trama
Uno studente liceale scompare nella sua casa. Qualche ora prima era tornato a casa con i lividi sul volto e la squadra ipotizza che possa aver avuto qualche problema personale. Alla fine, il ragazzo viene trovato morto nel bosco, ucciso dallo sceriffo della cittadina.

## Il sogno americano
- Titolo originale: A Three Falls
- Diretto da: Rob Bailey
- Scritto da: Allison Abner

### Trama
Un ragazzino originario della Guatemala scompare in pieno giorno ad Harlem. Mentre investigano sulla sparizione, la squadra trova un mondo dominato da immigrati clandestini e criminali. Alla fine, il guatemalteco viene trovato in un palazzo abbandonato.
- Ascolti TV Italia: 2 509 000 telespettatori[1]

## In memoria di un amico
- Titolo originale: Trip Box
- Diretto da: David Nutter
- Scritto da: Simon Mirren

### Trama
Un vigile del fuoco scompare dopo aver salvato i suoi due colleghi da un incendio di un palazzo abbandonato. Ma la squadra scopre che il pompiere ha preso delle prove dalla scena che avrebbero sostenuto la teoria dell'incendio doloso. Alla fine, il pompiere non è stato trovato, ma è certo che sia stato ucciso.
- Ascolti TV Italia: 2 378 000 telespettatori[1]

## La madre
- Titolo originale: Moving On
- Diretto da: John Peters
- Scritto da: David H.Goodman

### Trama
Una neurologa di successo scompare dopo la sua corsa serale con il suo ex marito. Si scopre che la dottoressa stava cercando la figlia data in adozione. Alla fine, la neurologa viene trovata nel parcheggio sotterraneo con una ragazza tossicodipendente che si era finta la figlia data in adozione.

## Rimorsi
- Titolo originale: Coming Home
- Diretto da: Tony Wharmby
- Scritto da: Jan Nash

### Trama
Un ragazzo scompare durante una riunione di ex studenti al liceo. Inizialmente la squadra sospetta che possa entrarci il suo passato da studente, ma in seguito si scoprono alcuni aspetti segreti della sua vita personale. Alla fine, il ragazzo viene trovato morto in un dirupo.

## Sovraesposizione
- Titolo originale: Exposure
- Diretto da: Charles Cornell
- Scritto da: Dale Kutzera

### Trama
Un fotografo di paparazzi scompare dall'albergo dove alloggia. Inizialmente la squadra ha dei sospetti su fotografie controverse che aveva scattato, ma poi scopre che l'uomo si stava interessando ai traffici di un'azienda.  Alla fine, il fotografo viene trovato ancora vivo in un dirupo dove è caduto.

## L'uomo che salva i bambini
- Titolo originale: Hawks and Handsaws
- Diretto da: Kevin Hooks
- Scritto da: Jennifer Levin e Ed Redlich

### Trama
Un giovane avvocato di talento che lavora per l'assistenza sociale, scompare durante la notte. Un testimone ha affermato di aver sentito degli spari in un vicolo e ha visto l'uomo fuggire dalla scena. Quando la squadra trova le prove, scopre che la pistola che ha sparato appartiene ad un vecchio cliente dell'avvocato. L'avvocato, sofferente di schizofrenia, ricompare in una clinica psichiatrica.

## Le regole di vita
- Titolo originale: Life Rules
- Diretto da: John F.Showalter
- Scritto da: Hank Steinberg

### Trama
Un importante affarista scompare mentre si stava recando all'aeroporto. Il team sospetta che qualcuno che lavora con l'uomo possa essere responsabile della scomparsa. Alla fine, l'affarista viene trovato in un edificio abbandonato, mentre stava convincendo il suo amico a mollare la pistola.
- Ascolti TV Italia: 1 786 000 telespettatori[2]

## Linea B
- Titolo originale: The Line
- Diretto da: Paul Holahan
- Scritto da: Greg Walker e Alexis Genya

### Trama
Una ex poliziotta divenuta cacciatrice di taglie, scompare dopo essere stata ferita in una misteriosa sparatoria. La squadra sospetta di due uomini che aveva fatto arrestare, ma poi scopre che stava indagando sulla morte di un ex collega. Alla fine, la donna viene trovata nel vecchio magazzino, mentre stava per essere uccisa.
- Ascolti TV Italia: 1 888 000 telespettatori[2]

## Scuola di vita
- Titolo originale: Wannabe
- Diretto da: David M.Barrett
- Scritto da: Hank Steinberg

### Trama
Un ragazzo scompare dalla sua scuola dopo aver chiesto alla sua insegnante di usare il bagno. La squadra prima sospetta di un rapimento, e poi trova alcune fotografie inquietanti sul computer di un suo compagno.  Alla fine, il ragazzo viene trovato in un parco giochi, mentre si stava impiccando.

## Risorta
- Titolo originale: Risen
- Diretto da: Tony Wharmby
- Scritto da: David H.Goodman

### Trama
Una donna è scomparsa quattro anni prima, quando Vivian scopre un nuovo indizio per il caso che in realtà lei non aveva mai abbandonato. L'indizio, l'impronta che corrisponde a quella lasciata nell'appartamento della donna, porta la squadra a scoprire la sua vita contaminata dalla prostituzione. Alla fine, la donna è stata vista da Vivian mentre porta a spasso il cane.

## Il soldato Grant
- Titolo originale: Gung Ho
- Diretto da: Paul Holahan
- Scritto da: Dale Kutzera e Simon Mirren

### Trama
Un soldato, appena rientrato da un trauma subito in Iraq, scompare dalla sua casa. I problemi con alcuni problemi finanziari portano la squadra a scoprire sulla sua vita personale. Alla fine, il soldato si è insediato in casa insieme alla sua fidanzata, sacrificandosi la vita.

## La resa dei conti
- Titolo originale: Legacy
- Diretto da: Tim Matheson
- Scritto da: Allison Abner e Maria Maggenti

### Trama
Un uomo scompare dopo aver litigato con la moglie e lasciato la sua attività per depositare una grossa somma in banca. La squadra scopre un evento passato che ha sconvolto l'intero nucleo familiare. Alla fine, l'uomo viene trovato quasi morto in casa dello stupratore di sua moglie, che invece non è sopravvissuto alla colluttazione con lo scomparso.

## Il peso dell'innocenza
- Titolo originale: Doppelganger
- Diretto da: Andy Wolk
- Scritto da: Hank Steinberg

### Trama
Una studentessa di biologia marina, scompare da una festa tenuta per lei, prima di intraprendere un nuovo progetto. La squadra inizialmente sospetta del suo compagno, ma si rendono conto che possa essere il vero colpevole.
- La donna viene ritrovata morta nel fiume.
- Ascolti TV Italia: 2 134 000 telespettatori[3]

## Ombre
- Titolo originale: Shadow
- Diretto da: Randy Zisk
- Scritto da: Jennifer Levin e Jan Nash

### Trama
Martin, con l'aiuto di Samantha, indaga sulla scomparsa di sua zia, malata di cancro. Suo malgrado scopre che il suo cancro si è esteso e che la donna può essere stata coinvolta in alcuni casi di eutanasia. Nel frattempo Jack scopre che suo padre è malato di Alzheimer. Alla fine, la donna viene trovata nella proprietà di un dottore, svenuta per l'avanzare della malattia.
- Ascolti TV Italia: 2 134 000 telespettatori[3]

## Due famiglie
- Titolo originale: Two Familiers
- Diretto da: John F.Showalter
- Scritto da: Ed Redlich

### Trama
Un uomo, in cui il figlio è stato condannato ingiustamente a morte, scompare dopo aver sentito che l'appello finale di suo figlio è stato respinto. Il figlio verrà giustiziato tra due giorni per un triplice omicidio che non ha mai commesso, e la squadra sospetta che la disperazione del padre possa aver portato alla sua scomparsa. Alla fine, l'uomo viene trovato privo di sensi nel deposito di giardinaggio.

## Una brutta stagione
- Titolo originale: The Season
- Diretto da: Tim Matherson
- Scritto da: Greg Walker

### Trama
Un allenatore di football universitario scompare dopo essere stato esonerato, apparentemente per la stagione disastrosa della squadra. Tuttavia, la squadra rivela presto che la nuova politica dell'allenatore era di sospendere i giocatori che avevano problemi accademici e ha costretto la squadra a giocare ripetutamente senza i suoi principali giocatori. Intanto Jack scopre che sua moglie Maria ha avuto una promozione e dovrà trasferirsi a Chicago. Alla fine, l'allenatore viene trovato morto nel bosco, ucciso da un suo giocatore.

## La figlia contesa
- Titolo originale: Lost and Found
- Diretto da: Hank Steinberg
- Scritto da: Hank Steinberg

### Trama
Una sedicenne si presenta negli uffici dell'FBI, sostenendo di essere stata rapita 13 anni prima. Quando la squadra affronta il caso, un semplice errore della donna che sostiene di essere la madre naturale della ragazza li porta a pensare diversamente.
Jack avvisa la squadra del suo trasferimento a Chicago in un'altra unità per stare con la famiglia e propone Vivian come nuovo capo. Alla fine, la sedicenne trova la sua vera madre.

## L'esca
- Titolo originale: The Bait
- Diretto da: Paul Holahan
- Scritto da: Dale Kutzera e Simon Mirren

### Trama
Una donna con i suoi due figli scompaiono da uno yacht, che è stato trovato alla deriva nel porto di New York con a bordo solo il suo capitano morto. La ricchezza della famiglia porta la squadra a credere che una richiesta di riscatto possa essere dovuta al padre ansioso della famiglia.
A fine episodio Vivian viene promossa a capo dell'unità, Martin e Samantha finiscono per uscire insieme, ma Jack tornato a casa scopre che la moglie vuole il divorzio. La famiglia viene trovata in una vecchia scuola, da Jack e Vivian.